# Champions Trophy vrouwen 2007
De Champions Trophy voor vrouwen werd in 2007 gehouden in het Argentijnse Quilmes. Het toernooi werd gehouden van 13 tot en met 21 januari. De Nederlandse vrouwen wonnen deze vijftiende editie.

## Geplaatste landen
De deelnemende landen worden bepaald door de FIH. Geplaatst waren het gastland, de titelverdediger, de olympisch kampioen en de wereldkampioen. Het deelnemersveld werd tot 6 aangevuld op basis van de prestaties op het wereldkampioenschap van 2006.
- Duitsland (olympisch kampioen en titelverdediger)
- Nederland (wereldkampioen)
- Argentinië (gastland)
- Australië (tweede op het wereldkampioenschap)
- Spanje (vierde op het wereldkampioenschap)
- Japan (vijfde op het wereldkampioenschap)

## Uitslagen
Alle tijden zijn in de lokale tijd UTC−3.

### Eerste ronde
De nummers 1 en 2 spelen de finale, de nummers 3 en 4 om het brons en de nummers 5 en 6 om de 5e en 6e plaats.
| Team       | GS | W | G | V | DV | DT | DS | Ptn |
| ---------- | -- | - | - | - | -- | -- | -- | --- |
| Nederland  | 5  | 4 | 1 | 0 | 11 | 2  | +9 | 13  |
| Argentinië | 5  | 4 | 0 | 1 | 12 | 5  | +7 | 12  |
| Australië  | 5  | 2 | 1 | 2 | 7  | 7  | 0  | 7   |
| Duitsland  | 5  | 2 | 1 | 2 | 5  | 6  | –1 | 7   |
| Japan      | 5  | 1 | 0 | 4 | 2  | 10 | –8 | 3   |
| Spanje     | 5  | 0 | 1 | 4 | 5  | 12 | –7 | 1   |

| 13 januari 2007 15:00 |           |        |                                                        |
| Nederland             | 3 – 1     | Spanje | Scheidsrechters: Wendy Stewart (CAN) Chieko Soma (JPN) |
|                       | (verslag) |        | Scheidsrechters: Wendy Stewart (CAN) Chieko Soma (JPN) |

| 13 januari 2007 17:15 |           |           |                                                             |
| Japan                 | 0 – 3     | Australië | Scheidsrechters: Miao Lin (CHN) Carolina de la Fuente (ARG) |
|                       | (verslag) |           | Scheidsrechters: Miao Lin (CHN) Carolina de la Fuente (ARG) |

| 13 januari 2007 20:15 |           |           |                                                       |
| Argentinië            | 2 – 0     | Duitsland | Scheidsrechters: Lisa Roach (AUS) Monica Rivera (ESP) |
|                       | (verslag) |           | Scheidsrechters: Lisa Roach (AUS) Monica Rivera (ESP) |

| 14 januari 2007 16:00 |           |       |                                                           |
| Nederland             | 3 – 0     | Japan | Scheidsrechters: Gina Spitaleri (ITA) Monica Rivera (ESP) |
|                       | (verslag) |       | Scheidsrechters: Gina Spitaleri (ITA) Monica Rivera (ESP) |

| 14 januari 2007 18:15 |           |           |                                                     |
| Australië             | 2 – 1     | Duitsland | Scheidsrechters: Wendy Stewart (CAN) Miao Lin (CHN) |
|                       | (verslag) |           | Scheidsrechters: Wendy Stewart (CAN) Miao Lin (CHN) |

| 14 januari 2007 21:15 |           |            |                                                            |
| Spanje                | 1 – 4     | Argentinië | Scheidsrechters: Chieko Soma (JPN) Marelize de Klerk (RSA) |
|                       | (verslag) |            | Scheidsrechters: Chieko Soma (JPN) Marelize de Klerk (RSA) |

| 16 januari 2007 16:00 |           |           |                                                                   |
| Spanje                | 2 – 2     | Australië | Scheidsrechters: Carolina de la Fuente (ARG) Gina Spitaleri (ITA) |
|                       | (verslag) |           | Scheidsrechters: Carolina de la Fuente (ARG) Gina Spitaleri (ITA) |

| 16 januari 2007 18:15 |           |       |                                                              |
| Duitsland             | 1 – 0     | Japan | Scheidsrechters: Wendy Stewart (CAN) Marelize de Klerk (RSA) |
|                       | (verslag) |       | Scheidsrechters: Wendy Stewart (CAN) Marelize de Klerk (RSA) |

| 16 januari 2007 21:15 |           |           |                                                     |
| Argentinië            | 0 – 3     | Nederland | Scheidsrechters: Lisa Roach (AUS) Chieko Soma (JPN) |
|                       | (verslag) |           | Scheidsrechters: Lisa Roach (AUS) Chieko Soma (JPN) |

| 18 januari 2007 16:00 |           |        |                                                 |
| Duitsland             | 2 – 1     | Spanje | Scheidsrechters: Lisa Roach (AUS) Miao Lin(CHN) |
|                       | (verslag) |        | Scheidsrechters: Lisa Roach (AUS) Miao Lin(CHN) |

| 18 januari 2007 18:15 |           |           |                                                                      |
| Australië             | 0 – 1     | Nederland | Scheidsrechters: Carolina de la Fuente (ARG) Marelize de Klerk (RSA) |
|                       | (verslag) |           | Scheidsrechters: Carolina de la Fuente (ARG) Marelize de Klerk (RSA) |

| 18 januari 2007 21:15 |           |            |                                                           |
| Japan                 | 1 – 3     | Argentinië | Scheidsrechters: Gina Spitaleri (ITA) Monica Rivera (ESP) |
|                       | (verslag) |            | Scheidsrechters: Gina Spitaleri (ITA) Monica Rivera (ESP) |

| 20 januari 2007 13:15 |           |           |                                                        |
| Nederland             | 1 – 1     | Duitsland | Scheidsrechters: Chieko Soma (JPN) Monica Rivera (ESP) |
|                       | (verslag) |           | Scheidsrechters: Chieko Soma (JPN) Monica Rivera (ESP) |

| 20 januari 2007 15:30 |           |       |                                                               |
| Spanje                | 0 – 1     | Japan | Scheidsrechters: Carolina de la Fuente (ARG) Lisa Roach (AUS) |
|                       | (verslag) |       | Scheidsrechters: Carolina de la Fuente (ARG) Lisa Roach (AUS) |

| 20 januari 2007 17:45 |           |           |                                                               |
| Argentinië            | 3 – 0     | Australië | Scheidsrechters: Marelize de Klerk (RSA) Gina Spitaleri (ITA) |
|                       | (verslag) |           | Scheidsrechters: Marelize de Klerk (RSA) Gina Spitaleri (ITA) |

### Plaatsingswedstrijden
Om de 5e/6e plaats
| 21 januari 2007 15:45 |           |        |                                                     |
| Japan                 | 2 – 0     | Spanje | Scheidsrechters: Wendy Stewart (CAN) Miao Lin (CHN) |
|                       | (verslag) |        | Scheidsrechters: Wendy Stewart (CAN) Miao Lin (CHN) |

Om de 3e/4e plaats
| 21 januari 2007 18:30 |           |           |                                                                   |
| Australië             | 0 – 2     | Duitsland | Scheidsrechters: Gina Spitaleri (ITA) Carolina de la Fuente (ARG) |
|                       | (verslag) |           | Scheidsrechters: Gina Spitaleri (ITA) Carolina de la Fuente (ARG) |

Finale
| 21 januari 2007 21:15 |           |            |                                                           |
| Nederland             | 1 – 0     | Argentinië | Scheidsrechters: Marelize de Klerk (RSA) Lisa Roach (AUS) |
|                       | (verslag) |            | Scheidsrechters: Marelize de Klerk (RSA) Lisa Roach (AUS) |

## Selecties
Argentinië
- ( 3.) Magdalena Aicega 
- ( 4.) Rosario Luchetti
- ( 8.) Luciana Aymar
- ( 9.) Agustina Bouza
- (10.) Soledad García
- (11.) Carla Rebecchi
- (12.) Mariana González

- (16.) Daniela Maloberti
- (18.) Paola Vukojicic
- (19.) Marine Russo
- (22.) Gabriela Aguirre
- (24.) Claudia Burkart
- (25.) Silvina D'Elia
- (26.) Gisele Kañevsky

- (27.) Noel Barrionuevo
- (28.) Belén Succi
- (29.) Belén Rivas
- (30.) Sofia Román
- Bondscoach

Gabriel Minadeo
 Australië
- ( 3.) Sarah O'Connor
- ( 5.) Peta Gallagher
- ( 7.) Kim Walker
- ( 9.) Rebecca Sanders
- (10.) Kate Hollywood
- (12.) Madonna Blyth
- (13.) Shelley Liddelow

- (15.) Kobie McGurk
- (16.) Fiona Johnson
- (18.) Emma Meyer
- (21.) De-Anne Gilbert
- (22.) Amy Korner
- (23.) Renee Trost
- (25.) Melanie Twitt

- (27.) Rachael Lynch
- (29.) Teneal Attard
- (30.) Sarah Taylor (hockey)
- (31.) Claire Messent
- Bondscoach

Frank Murray
 Duitsland
- ( 1.) Yvonne Frank
- ( 2.) Tina Bachmann
- ( 3.) Lydia Morgenstern
- ( 5.) Nadine Ernsting-Krienke
- ( 6.) Svenja Schuermann
- (11.) Eileen Hoffmann
- (16.) Fanny Rinne

- (19.) Britta von Livonius
- (22.) Janine Beermann
- (23.) Silja Lorenzen
- (24.) Maike Stöckel
- (26.) Christina Schütze
- (27.) Pia Eidmann
- (28.) Julia Müller

- (29.) Lina Geyer
- (30.) Jennifer Plass
- (31.) Julia Karwatzky
- (32.) Kristina Reynolds
- Bondscoach

Michael Behrmann
 Japan
- ( 1.) Rie Terazono
- ( 2.) Ikuko Okamura
- ( 3.) Mayumi Ono
- ( 4.) Keiko Miura
- ( 5.) Chie Kimura
- ( 6.) Yukari Yamamoto
- ( 7.) Rika Komozawa

- ( 8.) Sakae Morimoto
- ( 9.) Kaori Chiba
- (10.) Tomomi Komori
- (11.) Toshie Tsukui
- (12.) Yuko Kitano
- (13.) Sachimi Iwao
- (14.) Akemi Kato 

- (15.) Miyuki Nakagawa
- (16.) Misaki Ozawa
- (17.) Chinami Kozakura
- (21.) Hikari Suwa
- Bondscoach

Yoo Seung-Jin
 Nederland
- ( 1.) Lisanne de Roever
- ( 2.) Mignonne Meekels
- ( 4.) Fatima Moreira de Melo
- ( 5.) Jiske Snoeks
- ( 8.) Nienke Kremers
- ( 9.) Wieke Dijkstra
- (11.) Maartje Goderie

- (13.) Minke Smabers
- (14.) Minke Booij 
- (15.) Janneke Schopman
- (16.) Carlijn Welten
- (17.) Maartje Paumen
- (18.) Naomi van As
- (21.) Sophie Polkamp

- (22.) Floortje Engels
- (23.) Kim Lammers
- (24.) Eva de Goede
- (26.) Michelle van der Pols
- Bondscoach

Marc Lammers
 Spanje
- ( 1.) María Jesús Rosa
- ( 2.) Julia Menéndez
- ( 3.) Rocío Ybarra
- ( 4.) Gemma Bernad
- ( 7.) Barbara Malda
- ( 8.) Marta Prat
- ( 9.) Silvia Muñoz 

- (10.) Silvia Bonastre
- (11.) María Romagosa
- (12.) Marta Ejarque
- (13.) Raquel Huertas
- (14.) Pilar Sanchez
- (17.) Núria Camón
- (19.) Maria Lopez de Eguilaz

- (20.) Montserrat Cruz
- (21.) Esther Termens
- (22.) Gloria Comerma
- (23.) Georgina Oliva
- Bondscoach

Pablo Usoz

## Scheidsrechters
- Marelize de Klerk
- Carolina de la Fuente
- Miao Lin
- Monica Rivera

- Lisa Roach
- Chieko Soma
- Gina Spitaleri
- Wendy Stewart

## Topscorers
- In onderstaand overzicht zijn alleen de speelsters opgenomen met drie of meer treffers achter hun naam.

| № | Naam                    | Land       | Goals |
| - | ----------------------- | ---------- | ----- |
| 1 | Noel Barrionuevo        | Argentinië | 5     |
| 2 | Kim Lammers             | Nederland  | 4     |
| 3 | Daniela Maloberti       | Argentinië | 3     |
|   | Peta Gallagher          | Australië  | 3     |
|   | Nadine Ernsting-Krienke | Duitsland  | 3     |

## Eindrangschikking
Het land dat als laatste eindigt, degradeert.
| rang   | land       |
| ------ | ---------- |
| Goud   | Nederland  |
| Zilver | Argentinië |
| Brons  | Duitsland  |
| 4      | Australië  |
| 5      | Japan      |
| 6      | Spanje     |

Mannen:
Lahore 1978 ·
Karachi 1980 ·
Karachi 1981 ·
Amstelveen 1982 ·
Karachi 1983 ·
Karachi 1984 ·
Perth 1985 ·
Karachi 1986 ·
Amstelveen 1987 ·
Lahore 1988 ·
Berlijn 1989 ·
Melbourne 1990 ·
Berlijn 1991 ·
Karachi 1992 ·
Kuala Lumpur 1993 ·
Lahore 1994 ·
Berlijn 1995 ·
Chennai 1996 ·
Adelaide 1997 ·
Lahore 1998 ·
Brisbane 1999 ·
Amstelveen 2000 ·
Rotterdam 2001 ·
Keulen 2002 ·
Amstelveen 2003 ·
Lahore 2004 ·
Chennai 2005 ·
Barcelona 2006 ·
Kuala Lumpur 2007 ·
Rotterdam 2008 ·
Melbourne 2009 ·
Mönchengladbach 2010 ·
Auckland 2011 ·
Melbourne 2012 ·
Bhubaneswar 2014 ·
Londen 2016 ·
Breda 2018
Vrouwen:
Amstelveen 1987 ·
Frankfurt 1989 ·
Berlijn 1991 ·
Amstelveen 1993 ·
Mar del Plata 1995 ·
Berlijn 1997 ·
Brisbane 1999 ·
Amstelveen 2000 ·
Amstelveen 2001 ·
Macau 2002 ·
Sydney 2003 ·
Rosario 2004 ·
Canberra 2005 ·
Amstelveen 2006 ·
Quilmes 2007 ·
Mönchengladbach 2008 ·
Melbourne 2009 ·
Nottingham 2010 ·
Amstelveen 2011 ·
Rosario 2012 ·
Mendoza 2014 ·
Londen 2016 ·
Changzhou 2018